# Nancy Kress
Nancy Kress, född 20 januari 1948 i Buffalo, New York, är en amerikansk fantasy- och science fiction-författare. Hennes flicknamn är Nancy Anne Koningisor, 1973-1984 var hon gift med Michael Joseph Kress som hon fick två söner med, 1998 gifte hon sig med matematikern och science fiction-författaren Charles Sheffield som dog 2002 av en hjärntumör. 
Hon började sin författarkarrirär med att skriva böcker inom fantasy-genren, men har från 1988 och framåt skrivit science fiction.
Hon skriver vanligen böcker som utspelar sig i den relativt nära framtiden. De är ofta på gränsen mellan hård och mjuk science fiction där man med hård brukar avse ett fokus på tekniska förändringar, medan mjuk innebär ett fokus på sociala förändringar).
1985 belönades hon med Nebulapriset för novellen Out of All Them Bright Stars och 1991 för kortromanen Beggars in Spain.